# Puma lacustris
Puma lacustris — вимерлий вид пуми з бланканської стадії (від пізнього пліоцену до раннього плейстоцену). Типовий зразок — частковий уламок правої сторони нижньої щелепи, що зберігає ікла та щічні зуби, знайдений у Національному пам'ятнику скам'янілостей Хагермана в Айдахо. Голотип був описаний в 1933 році Газіним, який вважав його меншим родичем сучасної пуми. Таксономічна ідентичність часом була невизначеною, оскільки споріднення (і класифікація) з рисями була запропонована. Додаткові екземпляри цього виду пум були знайдені в інших місцях Північної Америки, таких як Вашингтон, Каліфорнія, Арізона, Техас і Нижня Каліфорнія.